# Lijst van fantasyboeken
Dit is een (onvolledig) overzicht van bekende fantasy-auteurs met hun belangrijkste, dat wil zeggen, in het Nederlands vertaalde werken.

## A

### Lloyd Alexander
- De Avonturen van Taran
  1. Het boek van drie
  2. De zwarte ketel
  3. Het kasteel van Llyr
  4. Tarans zwerftocht
  5. De hoge koning

## B

### Catherine Banner
- Ogen van de Koning
- Macht van de Koning
- Val van de Koning

### Marion Zimmer Bradley
- Darkover-serie
  1. De Rode Zon
  2. De Wereldbrekers
  3. Wereld van Waanzin
  4. Vrouwe der Stormen
  5. De Macht van Twee
  6. Haviksvrouwe
- Avalon serie
  1. Nevelen van Avalon
  2. Het Huis in het Woud
  3. Vrouwe van Avalon
  4. Priesteres van Avalon

### Terry Brooks
- Shannara
  1. Het Zwaard van Shannara
  2. De Elfenstenen van Shannara
  3. Het Wenslied van Shannara
- De Eerste Koning van Shannara
- Het Erfgoed van Shannara
  1. De Nazaten van Shannara
  2. De Druïde van Shannara
  3. De Elfenkoning van Shannara
  4. De Wakers van Shannara
- De Reis van de Jerle Shannara
  1. De Heks van Shannara
  2. De Kolos van Shannara
  3. De Schaduw van Shannara
- De Hoge Druïde van Shannara
  1. Jarka Ruus
  2. Tanequitil
  3. Straken

## C

### Jacqueline Carey
- Kushiëls sage
  1. Kushiëls pijl
  2. Kushiëls keuze
  3. Kushiëls werktuig

## D

### Stephen R. Donaldson
- De Kronieken van Thomas Covenant
  1. De Vloek van Heer Veil
  2. De Verdelgingsoorlog
  3. De Macht die Behoudt
  4. Het Gewonde Land
  5. De Ene Boom
  6. Drager van het Witte Goud

### Lord Dunsany
- Het Fort Onneembaar
- De koningsdochter van Elfenland
- De tovenaarsleerling

## E

### David Eddings
- De Kronieken van Belgarion
  1. De voorspelling
  2. De magische koningin
  3. De Tovenaars-Gambiet
  4. Het Lied van de Orbus
  5. Eindspel (Eddings)
- De Kroniek Van Mallorea
  1. Wachters van het Westen
  2. Koning van Murgos
  3. De Demonenheer van Karanda
  4. De tovenares van Darshiva
  5. De zieneres van Kell
- Het Elenium
  1. De diamanten troon
  2. De robijnridder
  3. De saffieren roos
- De Tamuli
  1. Koepels van vuur
  2. De duistere gloed
  3. De verborgen stad

### Eric Rucker Eddison
- De Worm Ouroboros

### Steven Erikson
- Spel Der Goden
  1. De Tuinen van de Maan
  2. Het Rijk der Zeven Steden
  3. In de Ban van de Woestijn
  4. Huis van Ketens

## F

### Raymond Feist
- De Saga van de Grote Scheuring
  1. Magiër (Feist)
  2. Zilverdoorn
  3. Duisternis over Sethanon
  4. Prins van den Bloede
  5. Boekanier des Konings
- Krondor
  1. Het Verraad
  2. De Moordenaars
  3. Traan der Goden
- Keizerrijk-trilogie
  1. Dochter van het Keizerrijk
  2. Dienaar van het Keizerrijk
  3. Vrouwe van het Keizerrijk
- Boeken van de slangenoorlog
  1. De schaduw van de Duistere Koningin
  2. De macht van een koopmansprins
  3. De razernij van een demonenkoning
  4. Scherven van een verbrijzelde kroon
- Conclaaf der Schaduwen
  1. Klauw van de zilverhavik
  2. Koning der Vossen
  3. De terugkeer van de banneling
- Saga van de Duistere Oorlog
  1. Vlucht van de Nachtraven
  2. Reis door de Nacht
  3. De Toorn van een Waanzinnige God
- Saga van de Demonenoorlog
  1. Het Legioen van de Angst
  2. Voor de Poorten van het Duister
- Saga van de Chaosoorlog
  1. Het Bedreigde Koninkrijk
  2. Een Kroon in Gevaar
- Elfensprook

### Cornelia Funke
- De Wereld van Inkt
  1. Hart van Inkt (Tintenherz)
  2. Web van Inkt
  3. Nacht van Inkt

## G

### Terry Goodkind
- De wetten van de magie
  1.  De aflossing (proloog)
  2. Het zwaard van de waarheid
  3. Steen der tranen
  4. De bloedbroederschap
  5. De tempel der winden
  6. Ziel van het vuur
  7. Zuster van de duisternis
  8. Zuilen der schepping
  9. Het weerloze rijk
  10. Ketenvuur
  11. Fantoom
  12. De ongeschreven wet

- Serie "Richard & Kahlan"
  1.  De eerste biechtmoeder (proloog)
  2. De omen machine
  3. Het derde koninkrijk
  4. De verscheurde zielen

- Overige
  1. De wet van negen

## H

### Markus Heitz
- De Dwergen
  1. De Dwergen (Die Zwerge) (2003)
  2. De Strijd van de Dwergen (Der Krieg der Zwerge) (2004)
  3. De Wraak van de Dwergen (Die Rache der Zwerge) (2005)
  4. Het Lot van de Dwergen (Das Schicksal der Zwerge) (2008)

- De Donkere Tijd

### Robin Hobb
- De boeken van de Zieners
  1. Leerling en Meester (1998) (Asassin's Apprentice, 1995)
  2. Moordenaar des konings (1998) (Royal Assasin, 1996)
  3. Vermogen en Wijsheid (1998) (Assassin's Quest, 1997)
- De boeken van de Levende Schepen
  1. prequel De Thuiskomst (2003) (Homecoming, 2003)
  2. Het Magische Schip (1999) (Ship of Magic, 1998)
  3. Het Dolende Schip (2000) (The Mad Ship, 1999)
  4. Het Bestemde Schip (2000) (Ship of Destiny, 2000)
- De boeken van de Nar
  1. De Oproep van de Nar (2001) (Fool's Errand, 2001)
  2. De Gouden Nar (2002) (The Golden Fool, 2002)
  3. Het Lot van de Nar (2003) (Fool's Fate, 2003)
- De boeken van de Zoon van de Krijger
  1. Overgangsritueel (2005) (Shaman's Crossing, 2005)
  2. Woudmagie (2006) (Forest Mage, 2006)
  3. Magisch Eindspel (Renegade's Magic, 2007)
- De kronieken van de Wilde Regenlanden
  1. Drakenhoeder (2009)
  2. Drakenziel (2010)
  3. Drakenstad (2011)
  4. Drakenbloed (2011)

### Mary Hoffman
- Stravaganza
  1. Stad van maskers
  2. Stad van sterren
  3. Stad van bloemen
  4. Stad van geheimen
  5. Stad van schepen
  6. Stad van zwaarden

### Robert E. Howard
- Conan de Barbaar
  1. Conan
  2. Conan van Cimmerië
  3. Conan de vrijbuiter
  4. Conan de zwerver
  5. Conan de avonturier
  6. Conan de boekanier
  7. Conan de krijger
  8. Conan de overweldiger

## J

### Robert Jordan
- Het Rad des Tijds
  1. Het Oog van de Wereld
  2. De Grote Jacht
  3. De Herrezen Draak
  4. De Komst van de Schaduw
  5. Vuur uit de Hemel
  6. Heer van Chaos
  7. Een Kroon van Zwaarden
  8. Het Pad der Dolken
  9. Hart van de Winter
  10. Viersprong van de Schemer
  11. Mes van Dromen
  12. De Naderende Storm
  13. Torens van de Nacht
  14. Een Herinnering van Licht

## L

### Tanith Lee
- Geboortegraf-trilogie
  1. Het Geboortegraf
  2. Schaduwvuur
  3. De Witte Heks
- Stormgebieder-trilogie
  1. Stormgebieder
  2. Anackire
  3. Het Witte Serpent
- De Boeken van de Heren der Duisternis
  1. Heerser van de Nacht
  2. Meester van de Dood
  3. Meester van de Waan
  4. Vrouwe der ijlingen
  5. Prinses van de Nacht
- De Opera van het Bloed
  1. De Dans van de Scarabae
  2. Het Bloed van de Scarabae
  3. Ik, Duisternis
- Leowulf trilogie
  1. Schaduw van ijs
  2. Hel van ijs
  3. No Flame but Mine
- De Drakenschat
- De Beker van Avillis
- Het Relikwie
- De Jang-generatie
- De zwarte tovenaar
- Ten Oosten van Middernacht
- Het Kasteel der Duisternis
- Het Elektrische woud
- Shon Bezeten
- Sabella
- Laat de Doden Sterven
- Dag bij Nacht
- Wolvenkinderen
- Cyrion
- Ara
- Het Bloed van Rozen
- Het Boek van de Doden
- Vrouwe van het Duister

### Ursula LeGuin
- Aardzee
  1. Machten van Aardzee
  2. Tomben van Atuan
  3. Koning van Aardzee
  4. Tehanu
  5. Verhalen van Aardzee
  6. The Other Wind

### Fritz Leiber
- Fafhrd en de Grijze Muizer
  1. Zwaarden en Duivelskunst
  2. Zwaarden tegen de Dood
  3. Zwaarden in de Mist
  4. Zwaarden tegen Magiërs
  5. De Zwaarden van Lankhmar
  6. Zwaarden en IJsmagie
  7. Zwaarden in de Schemering

### C.S. Lewis
- De Kronieken van Narnia
  1. Het neefje van de tovenaar
  2. Het betoverde land achter de kleerkast
  3. Het paard en de jongen
  4. Prins Caspian
  5. De reis van het drakenschip
  6. De zilveren stoel
  7. Het laatste gevecht

## M

### Juliet Marillier
- De Trilogie van de Zeven Wateren (The Sevenwaters Trilogy)
  - Dochter van het Woud (Daughter of the Forest)
  - Zoon van de Schaduwen (Son of the Shadows)
  - Kind van de Profetie (Child of the Prophecy)
  - Erfgenaam van Zeven Wateren (Heir to Sevenwaters)
  - Ziener van Zeven Wateren (Seer of Sevenwaters)
  - Vlam van Zeven Wateren (Flame of Sevenwaters)
- De Saga van de Eilanden van het Licht (Saga of the Light Isles)
  - Drager van de Wolvenvacht (Wolfskin)
  - Drager van het Vossemasker (Foxmask)
- De Kronieken van Bridei (The Bridei Chronicles)
  - Des magiers leerling (The Dark Mirror)
  - Het zwaard van Fortriu (Blade of Fortriu)
  - De schaduwbron (The Well of Shades)
- De Whistling Tor Series (The Whistling Tor Series)
  - Hartenbloed (Heart's Blood)
- Wildewoud (Wildwood Dancing)
  - Wildewoud (Wildwood Dancing)
  - Cybele's geheim  (Cybele’s Secret)
- Verboden Magie Series (Shadowfell Series)
  - Verboden Magie (Shadowfell)
  - Ravenvlucht (Raven Flight)
  - De Ontbieder (The Caller)
- Blackthorn & Grim Series
  - Dreamers Pool
  - Tower Of Thorns

### George R.R. Martin
- Het Lied van IJs en Vuur
  1. Het spel der tronen
  2. De strijd der koningen
  3. Een storm van zwaarden
    1. Staal en sneeuw
    2. Bloed en goud

  4. Een feestmaal voor kraaien
  5. Een dans met draken
    1. Oude vetes, nieuwe strijd
    2. Zwaarden tegen draken

### Anne McCaffrey
- De Drakenrijders van Pern
  1. Drakenvlucht
  2. Drakentocht
  3. De Witte Draak
  4. Afvalligen van Pern
  5. De redding van Pern
- Dageraad van de Draken
- Drakenvrouwe

### Stephenie Meyer
- De Twilight Saga
  1. Twilight
  2. Nieuwe Maan
  3. Eclips
  4. Morgenrood
  5. Midnight Sun

- Zielen

## P

### Christopher Paolini
- Het Erfgoed
  1. Eragon
  2. Oudste
  3. Brisingr
  4. Erfgoed

### Terry Pratchett
- Schijfwereld
  1. De Kleur van Toverij
  2. Dat wonderbare licht
  3. Meidezeggenschap
  4. Dunne Hein
  5. Betoverkind
  6. De plaagzusters
  7. Pyramides
  8. Wacht! Wacht!
  9. Faust Erik
  10. Rollende Prenten
  11. Maaierstijd
  12. Heksen in de lucht
  13. Kleingoderij
  14. Edele Heren en Dames
  15. Te Wapen
  16. Zieltonen
  17. Interessante Tijden
  18. Maskerade
  19. Lemen voeten
  20. Berevaar
  21. Houzee!
  22. Het Jongste Werelddeel
  23. Pluk de Strot
  24. De Vijfde Olifant
  25. De Waarheid (Pratchett)
  26. De Dief van Tijd
  27. De Nachtwacht (Pratchett)
  28. Monsterlijk Regiment

## R

### Eva Raaff
1. De Taragon Trilogie: Het Groene Vuur
2. De Taragon Trilogie: Het Vergeten Volk
3. De Taragon Trilogie: De Pijl en het Bloed

### Anne Rice
- De Vampier Kronieken
  1. De Vampier Verteld
  2. Mijn Naam is Lestat
  3. Moeder Aller Zielen
  4. De Sterfelijke Vampier
  5. Memnoch the Devil
  6. The Vampire Armand
  7. De Mayfair Heks
  8. Blood&Gold
  9. Blackwood Farm
  10. Blood Canticle
- De Mayfair Heksen
  1. Het Heksenuur
  2. Het Heksenkind
  3. De Heksenmeester
- New Tales of the Vampires
  1. Pandora
  2. Vittorio the Vampire

### Patrick Rothfuss
- The Kingkiller Chronicle
  1. De Naam van de Wind
  2. De Angst van de Wijze

### J.K. Rowling
- Harry Potter
  1. Steen der Wijzen
  2. Geheime Kamer
  3. Gevangene van Azkaban
  4. Vuurbeker
  5. Orde van de Feniks
  6. Halfbloed Prins
  7. Relieken van de Dood
- Extra's (comic relief)
  1. Zwerkbal Door de Eeuwen Heen
  2. Fabeldieren en Waar Ze Te Vinden
  3. De Vertelsels van Baker de Bard

## S

### Angie Sage
- Septimus Heap
  1. Magiek
  2. Vlught
  3. Elixer
  4. Queeste
  5. Syren
  6. Darke
- Spin-offs
  1. Septimus Heap: The Magykal Papers

### Peter Schaap
- De schrijvenaar van Thyll
- Ondeeds de Loutere

### Darren Shan
- De Wereld van Darren Shan
  1. De Grote Freakshow
  2. Vampiersleerling
  3. Tunnels van Bloed
  4. De Vampiersberg
  5. Op Leven en Dood
  6. De vampiersprins
  7. De Schermerjagers
  8. Bondgenoten van de Nacht
  9. Moordenaars bij Dageraad
  10. Het Dodenmeer
  11. Heer van het Duister
  12. Zonen van het Lot
- De Demonata
  1. Grootmeester van het kwaad
  2. Demonenjager
  3. Slagtenstein
  4. Demonenbloed
  5. Wolvenbloed
  6. Monsteroorlog
  7. Schaduw van de Dood
  8. Weerwolven
  9. De duisternis roept
  10. Helden uit de Hel
- Boeken van de Stad
  1. Een stoet van doden
  2. Hell's Horizon
  3. City of the Snakes

## T

### J.R.R. Tolkien
- In de Ban van de Ring
  1. De Reisgenoten
  2. De Twee Torens
  3. De Terugkeer van de Koning
- De Hobbit
- De Silmarillion
- Nagelaten vertellingen

## V

### Jack Vance
- Lyonesse
  1. De tuin van Suldrun
  2. De groene parel
  3. Madouc
- De stervende aarde
  1. De stervende aarde
  2. De ogen van de overwereld
  3. Cugel gewroken
  4. Rhialto de Schitterende

## W

### Tad Williams
- Staartjager's Zang (1986) (Tailchaser's Song, 1985)
- Heugenis, Smart en het Sterrenzwaard(Memory, Sorrow and Thorn)
  1. De Drakentroon (1992) (The Dragonbone Chair, 1988)
  2. De Steen des Afscheids (1993) (Stone of Farewell, 1990)
  3. De Groene Engeltoren: de Belegering (1994) (To Green Angel Tower: Siege, 1994)
  4. De Groene Engeltoren: het Ontzet (1994) (To Green Angel Tower: Storm, 1994)
- De Brandende Man (2005) (Speelt zich af in de wereld van de bovenstaande serie) (The Burning Man, 1998)
- Calabin's Wraak (1995)
- Anderland (Otherland)
  1. Stad van Gouden Schaduw (1998) (City of Golden Shadow, 1996)
  2. Rivier van Blauw Vuur (1998) (River of Blue Fire, 1998)
  3. Berg van Zwart Glas (2000) (Mountain of Black Glass, 1999)
  4. Zee van Zilver Licht (2001) (Sea of Silver Light, 2001)
- De Oorlog der Bloemen (2004) (The War of the Flowers, 2003)
- De Schaduwmars (Shadowmarch)
  1. De Schaduwgrens (2006) (Shadowmarch, 2004)
  2. Het Schaduwspel (2007) (Shadowplay, 2007)
  3. De Schaduwval (2010) (Shadowrise, 2010)
  4. Schaduwhart (2011) (Shadowheart, 2011)

## Z

### Roger Zelazny
- Amber
  1. De Negen Prinsen
  2. Het Vuur van Avalon
  3. Het Woud van De Eenhoorn
  4. Oberon
  5. De Hoven van Chaos
  6. Het Spel van Merlijn
  7. Het Bloed van Amber
  8. Teken uit Chaos